# 스트로기노역
스트로기노역(러시아어: Строгино)은 모스크바 지하철 아르바츠코 포크롭스카야 선의 역으로 크릴라츠코예 역과 먀키니노역 사이에 위치한다.

## 역사
스트로기노 역은 2008년 1월 7일에 개장하였다.